# Billy il Pupazzo
Billy (Billy the Puppet) è un pupazzo apparso nella saga cinematografica di Saw; è stato utilizzato da John Kramer, il protagonista della serie, e da Mark Hoffman per comunicare ai soggetti messi alla prova quello che devono fare con dei messaggi registrati, spesso apparendo su uno schermo televisivo o occasionalmente in prima persona per descrivere i dettagli delle trappole ed i mezzi con cui i soggetti potrebbero sopravvivere. Gli spettatori erroneamente identificano lo stesso pupazzo come Jigsaw, a causa della sua presenza e al collegamento con il riabilitatore.
Anche se non è mai stato effettivamente dichiarato nei vari film, il nome "Billy" è quello a cui scrittori, amministratori e membri del cast e della troupe fanno riferimento durante i documentari e interviste. Il nome gli fu dato da James Wan, che è il regista, co-sceneggiatore e co-creatore di Saw. La resistenza e la popolarità della saga di Saw ha portato alla produzione di merce con marca Billy, nonché vari riferimenti in altri media, Billy è diventato una sorta di mascotte per la serie di Saw. Leigh Whannell ha dichiarato alla première mondiale di Dead Silence che avrebbe messo la figura di Billy in ogni film fatto d'ora in avanti, ma la sua presenza potrebbe non essere del tutto ovvia.

## Caratteristiche
Billy è un manichino da ventriloquo con la sua mascella mobile per dar l'idea che stia parlando, ma tuttavia non viene mai utilizzato in questo modo, frequentemente lo si può vedere muoversi da solo su un vecchio triciclo rosso.
Il suo volto è bianco con fronte e mento sporgente, le guance sono dipinte di rosso a forma di spirale e anche le labbra sono di colore rosso, per creare un sorriso sul volto del pupazzo. Billy ha dei grandi occhi neri con le iridi rosse mentre la sua testa è sormontata da pochi capelli, neri e disordinati.
Billy viene sempre raffigurato con indosso uno smoking nero, dei guanti e una camicia bianca con sopra un papillon rosso e con un fazzoletto rosso nel taschino, lo si può vedere anche indossare delle Mary-Janes rosse come scarpe. Nel cortometraggio del 2003 oltre al suo solito abbigliamento indossa anche una bombetta verde.
L'unico suono proveniente da lui è una risata elettronica, simile ai suoni emessi da qualsiasi tipico giocattolo di Halloween. In Saw IV è stato rivelato che originalmente Billy doveva essere una bambola più piccola e leggermente diversa, in quanto John Kramer l'avrebbe regalata al proprio figlio alla sua nascita.

## Apparizione nei film
Saw 

Nel cortometraggio del 2003 (Saw 0.5), Billy verrà usato, tramite il televisore, per comunicare ad un ragazzo di nome David che se non riuscirà a prendere la chiave, situata nell'intestino del compagno di cella, entro 60 secondi da quando si alzerà, la trappola per orsi rovesciata che è agganciata alla sua mascella scatterà e gliela aprirà violentemente uccidendolo. Dopo essersi liberato, David vede Billy comparire nuovamente, stavolta sul suo triciclo congratulandosi con quest'ultimo per aver superato la sfida. Questa scena è poi stata modificata cambiando il soggetto principale da David ad Amanda nel primo capitolo della saga.
 Saw - L'enigmista 
Nel primo film, Billy appare sul televisore per informare Amanda sulla trappola per orsi che indossa, e comunicandole cosa deve fare per liberarsene, poi comparirà ancora sul suo triciclo per congratularsi con Amanda per essere riuscita a salvarsi. Successivamente, in un flashback di Adam, si scopre che quest'ultimo aveva notato il burattino nel suo appartamento quando le luci si spensero.
Poi Adam cercando il pupazzo nelle stanze buie, e facendosi luce con la sua macchina fotografica poiché le luci non erano più funzionanti, lo sente emettere una risata inquietante e lo colpisce con una mazza fino a farlo smettere. Quando i detective Tapp e Sing scoprono il nascondiglio di Jigsaw, e iniziano a curiosare per la stanza scoprendo tutti i vari tavoli per rivelare i congegni partoriti dalla mente dell'enigmista nascosti sotto le coperte, sembrano notevolmente scioccati quando vedono Billy, che era nascosto sotto una delle coperte, che li sta fissando.
 Saw II - La soluzione dell'enigma 
In Saw II Billy è presente sin dall'inizio del film, infatti lo si può vedere sullo schermo della televisione che dà informazioni a Michael circa la maschera mortuaria che indossa.

Più tardi, quando gli investigatori scoprono il nuovo nascondiglio di Jigsaw, diversi ufficiali salgono una scala a gabbia in cima alla quale vi è Billy che ride sul suo triciclo, la gabbia viene poi elettrizzata dopo che un ufficiale cammina sulla scala truccata che gli rompe le gambe.
 Saw III - L'enigma senza fine 
In un flashback del terzo film si può vedere Jigsaw mentre dipinge la faccia di Billy, per poi utilizzarlo nel gioco di Amanda. Nel corso del film Billy viene usato tramite la televisione per informare Troy e Kerry sulle loro rispettive trappole. Il burattino si vede anche sullo sfondo di un flashback caratterizzato da John e Amanda che discutono sulla lealtà di quest'ultima. In un punto del film Billy viene utilizzato per ricordare a Jeff il suo figlio morto, infatti Billy era vicino alla sua bicicletta ed era nella stessa posizione che aveva il figlio di Jeff quando fu investito. Dopo che Jeff ha tagliato la gola a Jigsaw, si può intravedere il riflesso di Billy sul monitor della frequenza cardiaca di Jigsaw.
 Saw IV 
Billy viene visto per la prima volta nel quarto film quando Rigg si risveglia da uno stato di incoscienza dopo essere stato aggredito nel suo appartamento. In una scena successiva gli agenti Strahm e Perez trovano Billy in una stanza di una scuola, seduto su una sedia circondata di candele, e appeso al suo collo vi è un registratore che l'agente Perez farà partire apprendendo che il suo compagno sarà presto l'artefice della perdita della vita di un uomo innocente (che poi si è rivelato essere Jeff) e che la sua prossima mossa sarà fondamentale.
Successivamente Billy inizierà a mormorare con voce bassa "Apri la porta", quindi l'agente Perez per ascoltare meglio il mormorio del pupazzo si avvicina a quest'ultimo, in quel momento la faccia di Billy esplode, colpendole la faccia con i frammenti, l'agente in quel momento sviene fra le braccia di Strahm e Billy inizia a ridere. In un flashback del film si può vedere John dare una versione di Billy, più piccola e più graziosa, a sua moglie Jill per loro figlio non ancora nato.
 Saw V 
Billy appare già nella sequenza di apertura del quinto film per comunicare a Seth il suo gioco, che poi si scoprirà essere creato da Hoffman, simulando Jigsaw, per uccidere Seth. Tuttavia nel corso del film non è stato svelato come Hoffman sia riuscito ad avere lo stesso pupazzo. Nel film Billy appare sul televisore di tutte e quattro le stanze che mettono a prova le persone colpevoli, secondo Jigsaw, dell'incendio che ha coinvolto e ucciso alcune persone. La prima versione di Billy è stata vista sullo sfondo di un flashback che spiega la connessione tra Jigsaw e Hoffman.
 Saw VI 
Nel sesto film, vi è la voce di Billy nella trappola di apertura tramite il nastro del registratore, questa trappola vede Simone e Eddie uno contro l'altro. Si rivolge anche a William Easton durante due delle sue quattro prove, nella seconda prova appare direttamente di persona appeso a un cappio, mentre nella quarta prova tramite un video. Saw VI segna la prima volta in cui Billy è stato volutamente mostrato in prima persona per fornire informazioni alle vittime della prova.
 Saw 3D - Il capitolo finale 
Dando istruzioni di persona a Ryan e Brad per la loro trappola, fa lo stesso per il secondo test di Bobby Dagen e compare sul nastro o sulla televisione per tutte le altre trappole. Quando Hoffman va al suo nascondiglio dopo che sfugge alla trappola per orsi rovesciata, si possono vedere varie teste di Billy il pupazzo. La sua ultima apparizione è alla fine del film, quando Hoffman fa esplodere il suo nascondiglio segreto, distruggendo Billy nell'esplosione.
 Saw: Legacy 
In Saw Legacy Billy si vede quando i 4 sopravvissuti alla prima prova vengono tirati per il collo da delle catene nella fattoria. In questa Billy si trova sul suo triciclo e ha attaccata la cassetta che spiega come funziona la seconda prova.

Un'altra apparizione del pupazzo è inoltre quando si rivolge tramite un televisore ai 2 sopravvissuti chiusi nel silos di grano e al sopravvissuto con la gamba intrappolata
 Scary Movie 4 
Billy il Pupazzo compare come il principale antagonista del quarto film (2006) della serie comica cinematografica di Scary Movie.
 Dead Silence 
Nella locandina di Dead Silence (2007) è presente un pupazzo che indossa gli stessi abiti di Billy, e viene chiamato con lo stesso nome. Billy si vede nel film per un breve secondo, in una scena che rivela tutto sui pupazzi di Mary Shaw presenti nella soffitta sopra il teatro.
 Death Sentence 
Un graffito del viso di Billy il pupazzo può essere osservato su un muro nel film Death Sentence (2007) di James Wan.
 Insidious 
Nel film Insidious (2011) vi è una scena in cui Josh (il padre) sta finendo il suo lavoro di professore nella sua classe, e sulla lavagna vi è un disegno di Billy, inoltre sotto il disegno vi è disegnato anche un numero 8 che potrebbe simboleggiare una possibile ottava pellicola per la saga. (Anche perché il film è stato creato da James Wan e Leigh Whannell, i creatori della saga di Saw).

## Billy in altri media

### Fumetti
Billy può essere visto negli angoli di due pannelli prima dell'inizio di Saw: Rebirth, prefigurando un eventuale trasformazione di John in Jigsaw. Il fumetto sembra anche raffigurare Billy come una delle creazioni di John quando lavorava alla fabbrica di giocattoli, ma questo retroscena è stato negato nel film Saw IV.

### Videogiochi
- Billy, doppiato da Tobin Bell, compare in entrambi i videogiochi di Saw, il suo ruolo è di fornire gli indizi e gli obiettivi al giocatore. In Saw II - Flesh & Blood, il sequel del primo gioco, sono presenti alcune bambole di Billy che il giocatore può raccogliere risolvendo alcuni puzzle, esse sono fuori dal percorso principale in modo tale che il giocatore possa andare avanti con la storia senza averle raccolte. In Flesh & Blood è anche l'unica volta nel franchise di Saw in cui viene chiamato con il nome di Billy.
- Billy è anche presente in un DLC uscito nel 23 gennaio 2018 del videogioco Dead By Daylight, la bambola è presente su varie macchine poste all’interno della mappa il cui scopo è mettere alla prova i riflessi dei giocatori, dandogli vantaggi in caso di successo.
- In Call of Duty: Modern Warfare è stata introdotta una skin di Billy durante l'evento speciale di Halloween 2020 per l'operatore interpretato da Fabio Rovazzi. La skin è una riproduzione fedele del pupazzo a grandezza naturale.

### Parchi divertimento
Billy compare su numerose zone del Saw - The Ride, nel Thorpe Park in Inghilterra: lungo il percorso della coda appare su numerosi schermi dicendo ai partecipanti che non sono degni della vita che gli è stata data, egli appare anche sul suo triciclo all'inizio del giro dicendo ai partecipanti cosa gli accadrà durante il giro, e prima che l'auto arrivi al passaggio della collina appare su uno schermo dicendo GAME OVER, mentre alla fine della corsa si può vedere la sua testa su uno scaffale con altre parti del corpo che la coprono.
Il labirinto Saw Alive, nel Thorpe Park, permette ai frequentatori del parco di farsi fotografare con Billy. Negli Stati Uniti, Billy compare più volte nel labirinto Saw: Game Over all'Orlando Horror Nights nell'Universal Studios Florida.

## Nella cultura di massa
- Una linea di bambole replica di Billy è stata messa in commercio, soprattutto nei negozi di articoli da regalo non convenzionali, essa mantiene le caratteristiche principali della bambola, anche se in apparenza è molto più pulita. Oltre alle bambole sono state messe in commercio anche le maschere e i costumi di Halloween raffiguranti Billy. Nell'episodio Koi Pond di The Office, Dwight Schrute era vestito da Billy per Halloween.
- Su un episodio web di The Hardy Show, l'ex WWE Superstar Matt Hardy è vestito da Billy per Halloween. Prima l'uscita di Saw III e Saw IV, Billy è stato usato nei video per promuovere i film su YouTube e MySpace. Billy (con il nome cambiato in Billy il pupazzo enigmista come parodia) è l'antagonista principale in Scary Movie 4.
- Nella webserie The Annoying Orange , Billy appare in "Annoying Saw" e "Annoying Saw 2: The Trap Annoying Death", in entrambi Orange si riferisce a lui come "Clownface", "Emo Clown" e "Donald Trump". Billy appare in una parodia olandese de La casa nella prateria da 'De TV kantine'. Nellie deve tagliarsi il braccio oppure incontrerà ancora una volta un uomo nudo visto all'inizio della puntata.
- Una parodia di Billy, che viene chiamata Jigzaw, appare negli episodi 148 e 149 dell'anime Gintama. In apparenza è molto simile a Billy, con una maschera bianca e rossa ed è anche vestito in smoking nero, ha molte delle qualità di Billy e compare anche lui su uno schermo televisivo. Il suo scopo in queste puntate è il fatto che cattura due personaggi e li mette uno contro l'altro in un "gioco" come quelli di Saw.
- Nell'episodio "The Marines" di Aqua Teen Hunger Force, Frylock viene catturato da un pupazzo che è una parodia di Billy che gli chiede di infilare un cucchiaio di pompelmo nel suo occhio. La cantante Nicki Minaj ha utilizzato una maschera di Billy come nemesi durante la sua scaletta nel Britney Spears Femme Fatale Tour.